# Fulvio Roiter

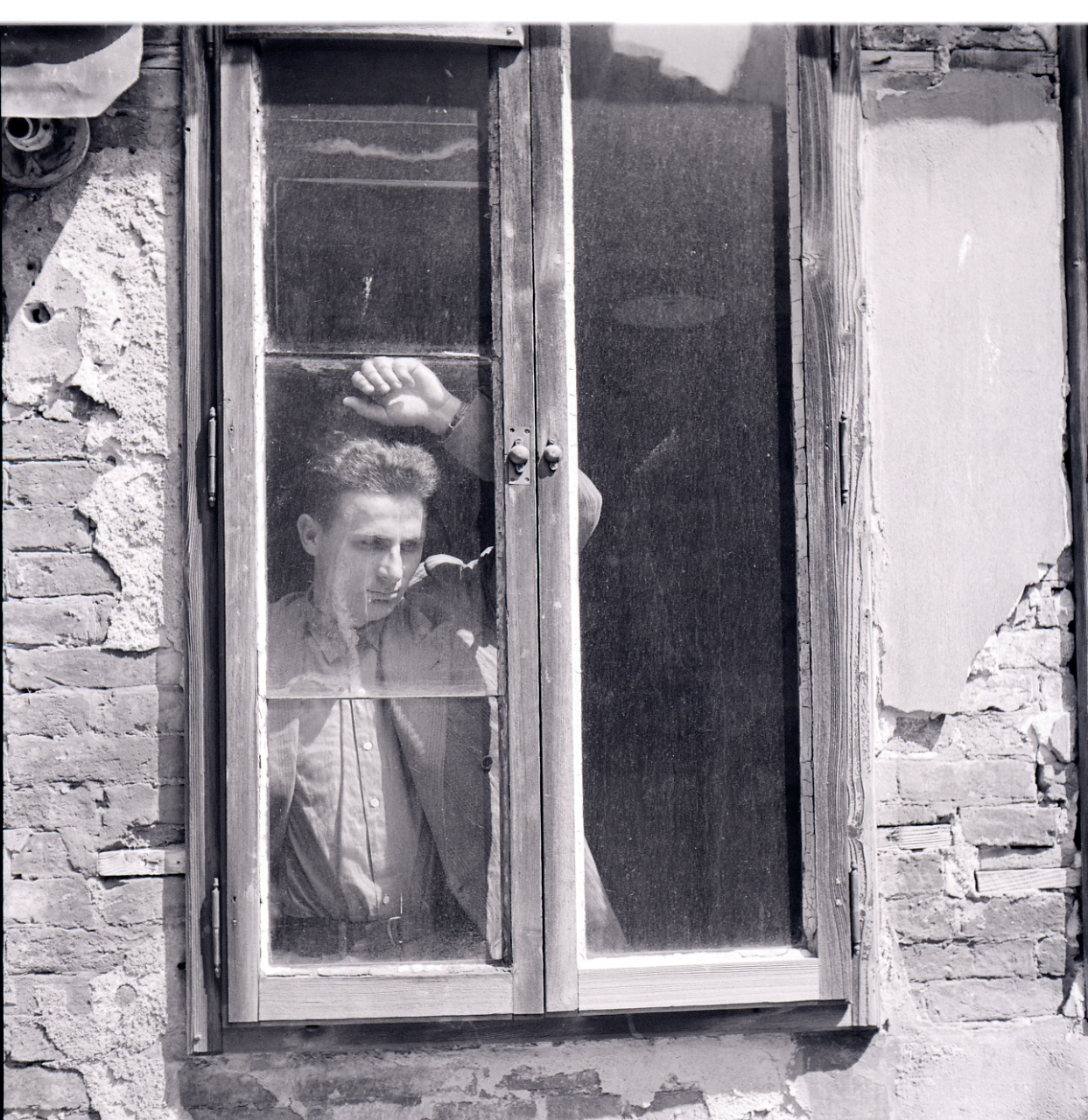
Fulvio Roiter (1953), Foto von Paolo Monti

Fulvio Roiter (* 1. November 1926 in Meolo; † 18. April 2016 in Venedig) war ein italienischer Fotograf, der im Bereich der Reisefotografie arbeitete. International bekannt wurde er in den 1950er-Jahren durch Bildbände über Venedig. Er galt als einer der besten italienischen Fotografen der Nachkriegszeit.

## Leben und Werk
Roiter wuchs in Meolo, einer Gemeinde in der Provinz Venedig, auf. Er war gelernter Chemiker. Seit 1947 arbeitete Roiter als selbständiger Fotograf; die notwendigen Kenntnisse erwarb er autodidaktisch. 1948 – nach anderen Quellen 1949 – schloss er sich der von Paolo Monti gegründeten Fotografengemeinschaft La Gondola di Venezia an. Roiter arbeitete zwei Jahrzehnte lang vor allem in Schwarzweiß; zu Beginn der 1970er-Jahre wechselte er zur Farbfotografie.
1954 erschien in Lausanne Roiters erstes Buch Venise À Fleur D’Eau, das ihn weltweit bekannt machte. 1955 produzierte er für den Schweizer Verlag Editions Clairfontaine den Bildband Ombrie. Terre de St. François mit Fotografien aus Umbrien, die einen Bezug zu Franz von Assisi hatten. Das Buch wurde 1956 in Frankreich mit dem Prix Nadar ausgezeichnet. In den folgenden Jahren unternahm Roiter ausgedehnte Reisen durch Europa und Südamerika. Die dabei entstandenen Aufnahmen veröffentlichte er regelmäßig in Bildbänden. Ab 1968 arbeitete Roiter für das Zürcher Verlagshaus Atlantis, für das er Bildbände über Südamerika, Afrika und Asien produzierte. 1977 entstand mit Essere Venezia (deutscher Titel: „Traumhaftes Venedig“) Roiters kommerziell erfolgreichstes Buch, das eine Gesamtauflage von über 600.000 Exemplaren erreichte. Insgesamt veröffentlichte Roiter mehr als 70 Bildbände.
Roiters Werk wird international vor allem mit Venedig in Verbindung gebracht. Die Tageszeitung La Repubblica würdigte ihn in einem Nachruf als „den Fotografen, der das romantische Venedig erfunden hat.“ Seine Bilder wurden vielfach international ausgestellt. Sie illustrieren zahlreiche belletristische Werke, darunter einige Ausgaben der Venedig-Krimis von Donna Leon.
Roiter war verheiratet. Er starb nach kurzer Krankheit 89-jährig in einem Krankenhaus in Venedig.

## Werke (Auswahl)
- Fulvio Roiter: Italien: Impressionen, Grünwald Amber-Verlag 1988, ISBN 3-922954-07-3.
- Fulvio Roiter, Andrea Zanzotto: Traumhaftes Venedig, Schroll Verlag München 1978, ISBN 978-3-7031-0477-0.
- Fulvio Roiter, Goffredo Parise: Die Lagune von Venedig, Schroll Verlag München 1992, ISBN 978-3-7031-0491-6.